# Atractocerus bruijni
Atractocerus bruijni is een keversoort uit de familie Lymexylidae. De wetenschappelijke naam van de soort is voor het eerst geldig gepubliceerd in 1874 door Gestro.